# Der dritte Bildungsweg
Der dritte Bildungsweg war eine vom Westdeutschen Rundfunk produzierte Wissenschaftskabarettsendung von und mit Jürgen Becker. Sie wurde zwischen 2008 und 2013 gesendet und lief meist in den Sommermonaten am Sonntagabend.

## Konzepte

### Jürgen Becker
Die Sendung ist wie eine Vorlesung vor Studenten konzipiert. Das anwesende Publikum nimmt dabei deren Rollen ein. Becker verkörpert den Dozenten, welcher pro Folge zu einem bestimmten Themengebiet referiert und erläutert. Dabei werden tatsächliche Fakten, Anekdoten und Stilblüten mit Kabarettelementen kombiniert, um humoristische Höhepunkte zu erzeugen. Unterstützt wurde Becker in seiner Sendung von den Kabarettistenkollegen Beate Bohr und Martin Stankowski: Bohr mimt die Assistentin Beckers, welche ein- bis zweimal pro Sendung auftaucht und dem Publikum themenverwandte (sowie kabarettistisch pointierte) Zusatzinformationen kundtut. Stankowski tritt dagegen als angeblicher Dauerstudent („80. Semester“) auf, der in einer Art Außenreportage von meist im Rheinland oder Nordrhein-Westfalen lokal bekannten und zum Vorlesungsthema passenden Orten und Person berichtet.
Ab 2009 gehörte Vince Ebert zum festen Programm, der als Gastdozent zu gleich- und ähnlich gelagerten Themengebieten referierte und dabei Elemente seiner Bühnenprogramme einfließen ließ. Daneben traten vereinzelt auch andere Kabarettkollegen (z. B. Konrad Beikircher) oder andere Personen mit außergewöhnlichen Talenten und Hobbys auf. Während der ersten Staffel gehörten noch zwei weibliche Studenten zum Ensemble, welche oft Nachfragen oder spöttische Einwürfe beisteuerten. Diese wurde später durch die Auftritte Eberts ersetzt.
Gedreht wurden die einzelnen Episoden in den Räumlichkeiten des Museum Koenig in Bonn.
2012 nahm Becker eine Auszeit, um ein „Forschungssemester“ zu unternehmen.
Ab dem 14. Juli 2013 wurde aus dem Anatomischen Institut der Universität Bonn die letzte Staffel – Vorlesungen mit Jürgen Becker – ausgestrahlt.

### Ebert und Hirschhausen
In der Auszeit von Becker übernahmen Vince Ebert und Eckart von Hirschhausen die Vorlesungen. Die Aufmachung und Location der Sendereihe wurde dabei vollkommen umgestellt. Die Sendung hieß dabei Ebert und Hirschhausen – Der dritte Bildungsweg und wurde auf dem ehemaligen 4711-Gelände in Köln-Ehrenfeld produziert. Am Konzept wurde nichts verändert, allerdings erweiterte man den Anteil an Interviews mit Themenspezialisten. Die Moderatoren wurden von zwei Damen unterstützt, der österreichischen Kabarettistin und Ehefrau von Vince Ebert Valerie Bolzano übernahm den Part Beate Bohrs, die anlassspezifisch auftrat und Hintergrundinformationen vortrug. Daneben fungierte Bianca Hauda in Anlehnung an Martin Stankowski als Außenreporterin.